# In the Nightside Eclipse
In the Nightside Eclipse es el primer álbum de estudio de la banda de black metal, Emperor y es su primer lanzamiento oficial. Cuenta con una de las canciones más conocidas de Emperor: "I am the Black Wizards". Fue grabado en julio de 1993 en el estudio Grieghallen y lanzado en 1994 por Candlelight Records. Es el último disco donde toca el baterista Faust y el único en que Tchort toca el bajo. En 1999, el álbum fue remasterizado y reeditado, con dos covers como bonus tracks. El primer bonus track es una versión de la canción de Bathory "A Fine Day to Die". El segundo es la canción "Gypsy" de Mercyful Fate .
Allmusic le dio al álbum 5/5 estrellas, uno de los pocos discos de black metal que han recibido esta calificación, el editor dijo: "De alguna manera logró capturar la esencia del género".

## Listado de canciones
| N.º | Título                                | Duración |  |
| 1.  | «Intro»                               | 0:51     |  |
| 2.  | «Into the Infinity of Thoughts»       | 8:15     |  |
| 3.  | «The Burning Shadows of Silence»      | 5:36     |  |
| 4.  | «Cosmic Keys to My Creations & Times» | 6:06     |  |
| 5.  | «Beyond the Great Vast Forest»        | 6:01     |  |
| 6.  | «Towards the Pantheon»                | 5:57     |  |
| 7.  | «The Majesty of the Night Sky»        | 4:54     |  |
| 8.  | «I Am the Black Wizards»              | 6:01     |  |
| 9.  | «Inno a Satana»                       | 4:48     |  |

Edición remasterizada de 1999
| 1999 remastered edition |                                       |          |  |
| N.º                     | Título                                | Duración |  |
| 1.                      | «Intro/Into the Infinity of Thoughts» | 9:06     |  |
| 2.                      | «The Burning Shadows of Silence»      | 5:35     |  |
| 3.                      | «Cosmic Keys to My Creations & Times» | 6:06     |  |
| 4.                      | «Beyond the Great Vast Forest»        | 6:00     |  |
| 5.                      | «Towards the Pantheon»                | 5:58     |  |
| 6.                      | «The Majesty of the Nightsky»         | 4:53     |  |
| 7.                      | «I Am the Black Wizards»              | 6:00     |  |
| 8.                      | «Inno a Satana»                       | 4:48     |  |
| 9.                      | «A Fine Day to Die» (Bathory cover)   | 8:28     |  |
| 10.                     | «Gypsy» (Mercyful Fate cover)         | 2:57     |  |

## Créditos
- Ihsahn – guitarras, voces, teclados
- Samoth – guitarras
- Tchort - bajo
- Faust - batería

### 1999 bonus
- Ihsahn - voces, guitarras
- Samoth - guitarras
- Alver - Bajo ("Gypsy" y "A Fine Day to Die" solamente)
- Trym - batería ("Gypsy" y "A Fine Day to Die" solamente)
- Charmand Grimloch - teclados

- Datos: Q425848